# 胰蛋白酶原
胰蛋白酶原（英文：Trypsinogen）是胰蛋白酶（一种消化酶）的前体形式（或酶原）。它由胰脏产生，与淀粉酶、脂酶和糜蛋白酶原一起存在于胰液中。它被存在于肠胃壁中的肠肽酶裂解为其活性形式——胰蛋白酶。一旦被激活，胰蛋白酶可以将更多的胰蛋白酶原切割成胰蛋白酶，这一过程称为自动激活。胰蛋白酶裂解碱性氨基酸（如精氨酸和赖氨酸）羧基侧的肽键。

## 作用
胰蛋白酶原是胰蛋白酶的酶原前体。胰蛋白酶原（非活性形式）储存在胰脏中，以便在需要消化蛋白质时释放出来。胰脏储存非活性形式的胰蛋白酶原，因为活性胰蛋白酶会对胰脏组织造成严重损害。胰蛋白酶原通过胰管与其他消化酶一起由胰脏释放到十二指肠的第二部分。

## 胰蛋白酶原的激活
胰蛋白酶原被肠肽酶（也称为肠激酶）激活。肠肽酶由十二指肠黏膜生产，它在赖氨酸残基15后裂解胰蛋白酶原的肽键。N端肽被丢弃，折叠的蛋白质发生轻微的重排。新形成的N端残基（残基16）插入到一个裂隙中，其α氨基在活性位点丝氨酸附近与天冬氨酸形成离子对，并导致其他残基的构象重排。Gly193的氨基将自身定位到正确的位置，从而完成活性位点的负氧离子洞，从而激活蛋白质。由于胰蛋白酶也会在精氨酸或赖氨酸之后裂解肽键，它可以裂解其他胰蛋白酶原，因此激活过程变为自催化。

## 防止胰蛋白酶原活化
胰蛋白酶作为无活性的胰蛋白酶原生产、储存和释放，以确保蛋白质仅在适当的位置被激活。过早的胰蛋白酶激活可能具有破坏性，并可能引发一系列导致胰腺自我消化的事件。在正常胰脏中，大约5%的胰蛋白酶原被认为会被激活，因此有许多防御措施可以防止这种不适当的激活。胰蛋白酶原储存在胰脏的细胞内囊泡中，称为酶原颗粒，其膜壁被认为对酶促降解具有抗性。防止不当胰蛋白酶激活的进一步保护措施是存在抑制剂，例如牛胰胰蛋白酶抑制剂（BPTI）和丝氨酸蛋白酶抑制剂Kazal一型（SPINK1），它们与形成的任何胰蛋白酶结合。胰蛋白酶原的自催化活化是一个缓慢的过程，因为在胰蛋白酶原的保守N端六肽上存在大量负电荷，它排斥胰蛋白酶专一性口袋背面的天冬氨酸。胰蛋白酶也可以通过切割使其他胰蛋白酶失活。

## 血清胰蛋白酶原
血清胰蛋白酶原是通过血液测试来测量的。在急性胰腺炎和囊肿性纤维化中可见高水平。

## 胰蛋白酶原同源异构体
在人类胰液中可以发现三种胰蛋白酶原同源异构体。它们是阳离子、阴离子和中间体胰蛋白酶原，它们分别占总胰腺分泌蛋白的23.1%、16%和0.5%。在其他生物体中也发现了其他形式的胰蛋白酶原。

## 疾病
胰脏中的胰蛋白酶原的不当激活可导致胰腺炎。某些类型的胰腺炎可能与胰蛋白酶原的突变形式有关。阳离子胰蛋白酶原中胰蛋白酶敏感位点Arg117的突变与遗传性胰腺炎有关，这是一种罕见的早发性遗传疾病。Arg117可能是一种故障保护机制，当胰蛋白酶在胰脏内被激活时，胰蛋白酶可能会变得失活，并且该切割位点的丧失将导致失去控制并允许自身消化导致胰腺炎。还发现了与胰腺炎有关的其他突变型。